# Abbath (banda)
Abbath (estilizado ABBATH) es una banda noruega de black metal formada en 2015 por el exvocalista y guitarrista de Immortal, Abbath, después de su salida de la banda a principios de 2015. En el 2015 lanzaron el EP Count The Dead y El 22 de enero de 2016 lanzaron su álbum debut homónimo Abbath.

## Historia
En abril de 2013, Metalhammer anunció que Abbath Doom Oculta había reclutado a los miembros para la banda, específicamente a King Ov Hell de God Seed y al baterista Creature para participar en la banda. También reclutó al guitarrista y vocalista Per Valla como miembro de la gira con la banda. La banda está configurado para entrar en un estudio de grabación a finales de este año para trabajar en un nuevo álbum de 2016. Durante su actuación debut en Tuska Open Air 2015, tocaron una canción titulada completado Fenrir cazas que será presentado en su próximo álbum de 2016. Su álbum debut homónimo fue lanzado el 22 de enero de 2016 por el sello Season of Mist. El 12 de diciembre de 2015, se anunció que Creature dejó la banda. Varios días después, el 15 de diciembre el miembro en vivo Per Valla dejó la banda.
En julio de 2019 lanzaron su nuevo álbum “Outstrider” sumándose a la alineación Mía Wallace como bajista de la banda, a la vez que anunciaron nueva gira por Latinoamérica, incluida en esta una presentación en el circo volador en la Ciudad de México el 30 de octubre de 2019.
El 13 de noviembre de 2019 hicieron su presentación en Buenos Aires, más precisamente en el bar Palermo Club, el concierto debió ser suspendido debido al evidente estado de embriaguez de Abbath Doom, que hizo imposible se prolongara por 2 o 3 canciones. Pasado un tiempo de esta fallida tocará, se anunció el ingreso a rehabilitación física y mental de su líder.

## Miembros de la banda
| Miembros actuales - Abbath Doom Oculta — voz y guitarra (desde 2015) - Silmaeth — guitarra (desde 2016) - Emil Wiksten («Creature») — batería (desde 2016) - Rusty Cornell – bajo (2016, desde 2020) Actuales miembros para actuaciones en vivo - Ole André Farstad («Raud») — guitarra principal (desde 2016) - Mia Wallace - Bajista (desde 2019) | Exmiembros - Kevin Foley («Creature») — batería (2015) - King Ov Hell — bajo (2018) Exmiembros en vivo; - Per Valla – guitarra líder (2015) - Gabe Seeber («Creature») – batería (2016) - Silmaeth – guitarra (2016) - Emil Wiksten («Creature») – batería (2016) - Rusty Cornell – bajo (2016) - Dan Gargiulo – guitarra (2016) - Mia Wallace - Bajista (2019) |

## Discografía
Álbumes de estudio;
Count The Dead (EP) 2015
- Abbath  (2016)
- Outstrider (2019)
- Dread Reaver(2022)